# Lupe Serrano
Guadalupe Martínez Desfassiaux Serrano, connue sous le nom de Lupe Serrano, née le 7 décembre 1930 à Santiago (Chili) et morte le 16 janvier 2023 à Syosset (États-Unis), est une danseuse chilienne.

## Biographie
Guadalupe Martínez Desfassiaux Serrano naît le 7 décembre 1930 à Santiago. Son père, Luis Martínez Serrano, est un pianiste et chef d'orchestre, et sa mère, Luciana Desfassiaux, est d'origine française.
À l'âge de treize ans, la famille de Lupe Serrano s'installe à Mexico, où ses parents l'inscrive à des cours de danse classique.
Elle danse avec Rudolf Noureev et éblouit le public pendant ses 18 années avec l'American Ballet Theater.
En 1957 elle épouse Kenneth Schermerhorn (en).
Lupe Serrano meurt le 16 janvier 2023 à Syosset, dans l'État de New York.